# Манастир Папраћа
Манастир Папраћа је мушки манастир Српске православне цркве. Налази се 12 km од манастира Ловнице у селу Папраћа југозападно од Зворника. Налазио се он некада под планином Бороговом, на извору реке Спрече.
Старешина манастира од 2022. године је архимандрит Нектарије Тешић.

## Народно предање
Постоји неколико народних предања о ктитору манастира и о датуму његовог подизања.
Према првом, манастир су подигли краљ Драгутин и његови синови Владислав и Урошиц, (Пећки и Троношки љетопис из XVIII вијека), док народна поезија у пјесми "Милош у Латинима" каже да је манастир са црквом Благовештењском задужбина жупана Вукана који манастир подиже у знак покајања зато што је намјеравао промијенити вјеру. У другој половини 19. века близу манастира налазиле се на "Рудиштима" у општини Цикота, рушевине потпуно уништене старе цркве, коју је такође у исто време подигао Вукан.
У другој, пак, пјесми манастир се приписује бројним задужбинама Стефана Немање који као велики жупан подиже "Папраћу близу Борогова".
Предање о четири сестре српског „цар Шћепана“ такође је интересантно јер говори даје свака од њих саградила по једну цркву: у Тавни, Папраћи, Ловници и селу Цикотама.

## Прошлост
У области Бирач (гдје се манастир и налази) живјело се још у античко доба што потврђују пронађени римски новчићи, многи стећци средњовјековних гробаља као и старо средњовјековно утврђење "Перин-град".
У доба турске владавине овај крај је представљао важну комуникацију. Први писани докази о манастиру Папраћа налазе се на јеванђељу из 1550/51. године које је игуман манастира Папраћа Григорије добио од руског протопрезвитера Јакова. Сматра се да је приликом посјете игумана Григорија Русији и сам руски цар Фјодор I Иванович поклонио 120 рубаља за градњу цркве, те се та 1551. година наводи за годину када је подигнута данашња манастирска црква.
Његова наклоност према Манастиру Папраћа, у више наврата, објашњава се царевим поријеклом, тј. родбинским везама са Јакшићима. Тако да у овом периоду долази и до насељавања Јакшића — најприје селу Цикоте изнад Шековића, а касније у непосредној близини манастира у засеоку села Ашћерића.
Директан потомак породице Јакшић је руски цар Иван VI Грозни, преко треће кћерке Стефана Јакшића; Ане и њене кћерке Јелене Васиљевне — супруге руског великог кнеза Василија Ивановича.
У турском попису из 1528. говори се о постојању цркве још и раније, гдје се спомиње свештеник Радица из Папраће. Даље се спомиње и свештеник Оливер који је описивао тешка времена турске офанзиве на сјеверну Босну, осјећања православних хришћана тог времена и пад Сребреничке бановине 1512. Исти свештеник је 1513. преписао јеванђеље и оно се све до 1578. чувало у Папраћи. На основу тих података може се закључити да је већ у првој половини XVI вијека у Папраћи вјероватно постојала парохијска црква која је прије 1550. постала манастир, а да је 1551. од новчаних прилога руског цара црква обновљена, а можда и дограђена.
После 1551. године у манастиру су монаси и учени људи тог времена интензивно преписивали црквене књиге. Бележи се да је 1553. Михајло Зборожевић Александровић у Пољској преписао један псалтир и послао га у Папраћу. Манастир Папраћа се помиње и 1559, када је игуман манастира Троноше Пајсије позвао Арсенија из Папраће да његовом братству помогне саветима у градњи новог храма на старом црквишту.
Сматра се да је Арсеније био богат и угледан човјек и да је имао не само савјетодавни него и материјални удио у градњи Троноше. Украшени кивот који је 1586. јеромонах Лонгин урадио за овај манастир још је једно свједочанство о манастиру у XVI вијеку. Кивот се чувао у Старој српској цркви у Сарајеву.
Крајем XVI и почетком XVII вијека поново се интензивира сарадња са Русијом, па 1588. братство Папраће од руског цара добија новчану помоћ и тканине, а 1592. и 1607. папраћки игуман Лонгин путује у Русију гдје од монаха лавре Кирила Чудотворца добија рукописне књиге. Неке поклоњене руске књиге из Папраће могле су се срести и у манастирима у Србији као што је нпр. у збирци књига манастира Гргетег из 1620.
Игуман Симеон, настојатељ Папраће, боравио је 1645. у Москви, гдје је од руског цара Алексија Михаиловича добио одобрење за боравак монаха и прикупљање прилога. И сљедећи старјешина манастира, архимандрит Михаило, боравио је 1683. у Москви прикупивши значајну помоћ у новцу и књигама.
Потом се као старјешине манастира помињу игуман Симеон и Софроније Подгоричанин који је 1705. постао епископ пакрачко-славонски, тако да се не зна са сигурношћу до када је био у Папраћи. Између 1717. и 1723, послије аустријско-турског рата, манастир је запустио и као напуштено манастирско имање добио га је турски спахија Ферхат-бег из околине Будима, који се након губитка османлијског посједа у Угарској населио у Босански пашалук.
Предање каже да су потомци овог бега дуго живјели у Папраћи и да је једном приликом, док је боравио у Цариграду код султана, своју породицу повјерио на бригу игуману Арсенију. Тада се пожалио султану да се у Босни од „попова и калуђера не може живјети“, те да су му ови уграбили жену и дјецу. Султан му одреди везира Ћуприлића са 300 војника који су посјекли све папраћке монахе, а манастир спалили и опљачкали. И остали православни народ том приликом мораше потражити уточиште у Србији и Посавини.
Манастирска црква је тада остала без крова, те су како легенда каже ту затварали стоку, а „буле“ прале веш. Све оно што је вриједело однесено је, а према неким причама квалитетнији материјали употријебљени су за градњу џамије.
Претпоставља се да је Манастир Папраћа у то вријеме имао и имања у источној Херцеговини, што потврђује чињеница да су иконе у манастиру Завала у Поповом пољу и селу Мачковцу (шира околина Папраће) од истог анонимног аутора познатог под именом „мајстор из Мачковца“.
Од половине XIX вијека, послије акције Омер-паше Латаса (1851) у Босанском пашалуку наступају повољније прилике за православце, те се сматра да је у то вријеме почела обнова манастира. Обнова се везује за 1853. и име хаџи-Захарија Поповића, свештеника из Осмака, који је чак из Русије донио мало звоно за цркву сакривши га, како предање каже, у бурету.
Тако обновљену цркву је 1869. осветио дабробосански митрополит Дионисије П. Све до 1880. то је била парохијска црква, да би доласком дошао игуман Пајсије (Филиповић) био обновљен монашки живот у манастиру. Он је 1883. године сведочио о постанку манастира. Веза између Папраће и манастира у Босанској крајини потврђена је 1892. када је за старјешину дошао архимандрит Кирило Хаџић из Моштанице. Он је додатно опремио манастир и посадио виноград.
У Папраћу 1901. године долази архимандрит Данило Билбија, који је 1905. године саградио и нови конак на месту старога који је изгорео 1717. године. Билбија је 1907. године саградио и нову школу. године. Игуман Јоаким Трбојевић био је старјешина од 1923. године, а око манастира је саградио ограду, подигао дрвену звонару и купио велико звоно.
Период Другог свјетског рата манастиру Папраћа доноси прогон, пустош и оштећења, а црква је коришћена за држање стоке.
Новембра 2022. пронађени су остаци старе цркве за коју се претпоставља да потиче из периода владавине династије Немањић из 13. или 14. века.

## Архитектура
Црква манастира Папраће се убраја у ред најмонументалнијих тј. највећа је манастирска црква на простору Босне и Херцеговине. Комплетним грађевинско-архитектонским подухватом сврстава се у достигнућа архитектуре моравске школе.
Црква има наос, олтар и унутрашњу и спољну припрату. Купола стоји на стубовима, а бочни прозори прекривени су полуобличастим сводовима. Олтар је полукружан, а споља полигоналан. Пјевнице су изнутра полукружне а споља седмостране. Краћа унутрашња припрата прекривена је подужно постављеним полуобличастим сводом ослоњеним на прислоњене лукове.

## Умјетност
Живопис манастира Папраћа није адекватно сачуван али и он упућује на одлике моравске умјетности. То се нарочито види у ликовима светих архијереја у олтару као и ликовима светих ратника у јужној пјевници. Сачуване су и композиције из циклуса Христових страдања и композиција Богородичног успења.
Датовање живописа се у литературним изворима везује за тридесете године XVI вијека и име зворничког епископа Теофана. Велики број вриједних икона налази се не само у манастирској цркви него и у конаку и углавном представљају дјела познатог српског иконописа из XIX вијека. Ту су и престоне иконе Христа Пантократора и Богородице са Христом-дјететом, као рад Милије Марковића из Београда, а представљају рад у техници уља на платну.
Иконе је приложио Миша Анастасијевић, чувени задужбинар капетан Миша Анастасијевић из Београда 1857. године. Поред ових ту је и икона Свете Тројице са Богородицом (уље на платну) и три „Јерусалима“ већих димензија из Х^Ш-Х^Х вијека.
У музеј епархијског двора у Тузли из Папраће је донесено надверје из половине XVIII вијека на којему је иконографски приказ „Недремано око“ са старозавјетним царевима Давидом и Соломоном. Иконе и надверје су рад Станоја Поповића из Мартинаца у Срему, познатог зографа који је његовао одлике традиционалног византијског иконописа.

## Контроверзе
Током 1999. у Манастиру Папраћа је самоубиство бомбом извршио ђакон Милић Блажановић, а према тврдњама некадашњег ђакона Зворничко-тузланске епархије Бојана Јовановића, Милић је трпео сексуално злостављање од тадашњег владике Василија Качавенде, и рекао је да сумња да Качавенда има везе са његовом смрћу. Током 2014. против Василија Качавенде је поднета кривична пријава због обљубе малолетног Милића Блажановића, и за организовање његовог убиства ради прикривања обљубе над њим. Медији су известили да је током 2019. пред судом у Лондону у припреми 30 тужби против СПЦ, укључујући и тужбу породице ђакона Милића Блажановића, за чију смрт породица криви Василија Качавенду. Током 2020. суд се прогласио ненадлежним.